# Felix Neubergh
Felix Neubergh, född 1896 i Göteborg, död 26 december 1995, var en svensk bankman och donator.

## Biografi
Neubergh tog examen som handelsstudent vid Göteborgs handelsinstitut. Efter första världskrigets slut kom han 1919 till London för att studera engelskt bankväsen. Han stannade i London och blev anställd i Anglo-Portuguese Bank i London där han fick en livslång karriär med uppdrag både som verkställande direktör och styrelseordförande. Under andra världskriget var han finansiell rådgivare åt den brittiska regeringen.
Trots att han blev bofast i England bevarade han hela livet sitt svenska medborgarskap och kontakterna med Göteborg, och donerade betydande belopp till flera ändamål i Göteborg, bland annat:
- Doktor Felix Neuberghs Stiftelse som delar ut forskningsanslag för att "förbättra den åldrande människans fysiska livskvalitet", samt till "studerande" och "behövande".[1] Stiftelsen grundades 1990 och fick ett startkapital på 25 miljoner, där gåvobrevet överlämnades personligen av den 95-årige Neubergh till landshövding Kjell A Mattsson.[2]

- Doktor Felix Neuberghs professur i bank- och finansvetenskap, där donationen gjordes 1985.[3]
- Neuberghska Bambergerska äldreboendet på Guldheden i Göteborg invigdes 1994, där donationer från Felix Neubergh samt Edith och Julius Bamberger möjliggjort uppförandet av ett boende där äldre personer med judisk anknytning ska kunna bo, trivas och känna trygghet.[4][5]

### Familj
Felix Neubergh var gift med Bertha Neubergh (1892–1984). De var barnlösa, men omtanken om barn och ungdomars vård och utbildning präglade många av deras donationer.

## Utmärkelser
- 1980 – Felix och Bertha Neubergh utsedda till "Socii et amici universitatis regiae Gothoburgensis", Göteborgs universitets vänner.[7]
- 1987 – utnämnd till hedersdoktor vid Göteborgs universitet.[8]

## Innehavare av Felix Neuberghs professur i bank- och finansvetenskap
- 1990–2000: Clas Wihlborg[9]
- 2013– Erik Hjalmarsson[10]